# Grémévillers
Grémévillers település Franciaországban, Oise megyében. Lakosainak száma 479 fő (2022. január 1.). Grémévillers Achy, Lachapelle-sous-Gerberoy, Marseille-en-Beauvaisis, Martincourt, Morvillers, Roy-Boissy, Songeons és Vrocourt községekkel határos.

## Népesség
A település népességének változása:
| Lakosok száma | 443  | 450  | 458  | 458  | 466  | 474  | 475  | 477  | 479  |
|               | 2013 | 2015 | 2016 | 2017 | 2018 | 2019 | 2020 | 2021 | 2022 |